# Hands Open
«Hands Open» es el primer sencillo en América del cuarto álbum de la banda Snow Patrol, Eyes Open. Fue sacado en junio de 2006.
Se ha considerado mucho en la radio de rock moderno, alcanzando un máximo de #21 en la lista del Billboard Modern Rock Tracks, en Estados Unidos. En la canción, las letras hacen referencia al cantautor estadounidense Sufjan Stevens con este trozo: "Put Sufjan Stevens on and we'll play your favorite song/"Chicago" bursts to life and your sweet smile remembers you".
La canción apareció en el juego de ordenador LMA Manager 2007.
La banda sacó recientemente un nuevo video de "Hands Open", para la liberación del sencillo en Australia. Consiste en una actuación en directo. Se desconoce de si va a ser puesto en libertad en el Reino Unido. En Australasia, la portada es idéntica a la de "Set the Fire to the Third Bar".

## Listas del sencillo
- US Promo CD Single

1. «Hands Open»